# Friedrich-Wilhelm-Platz (métro de Berlin)
Friedrich-Wilhelm-Platz est une station de la ligne 9 du métro de Berlin, dans le quartier de Friedenau.

## Géographie
La station se situe sous la place du même nom, contre l'église du Bon-Pasteur.

## Histoire
La station fait partie du prolongement de la ligne 9 de Spichernstraße à Walther-Schreiber-Platz.
Rainer G. Rümmler conçoit une station typique de son architecture. Pour contourner l'emplacement central de l'église, la plate-forme est légèrement courbée. Le plafond, initialement vert, est peint maintenant en blanc. Le précédent système d'éclairage de la station devait rappeler les becs de gaz. Dans les années 1980, le système d'éclairage est cependant remplacé par des lampes simples après qu'une lampe est tombée.
L'accessibilité aux personnes à mobilité réduite est en prévision.

## Correspondances
La station de métro a des correspondances avec les lignes d'omnibus de la Berliner Verkehrsbetriebe 186 et 246.